# Ridgewood (New Jersey)
Pour les articles homonymes, voir Ridgewood.
Ridgewood est un village situé dans le comté de Bergen, dans l’État du New Jersey aux États-Unis. En 2010, sa population était de 24 958 habitants.

## Personnalité liée à la commune
- Jennifer Morgan

## Source de la traduction
- (en) Cet article est partiellement ou en totalité issu de l’article de Wikipédia en anglais intitulé « Ridgewood, New Jersey » (voir la liste des auteurs).